# 田渕明日香
田渕 明日香（たぶち あすか、現姓・長門、1982年12月17日 - ）は、埼玉県出身の元バスケットボール選手である。ニックネームは「セナ」。ポジションはガード。デンソーアイリスに所属していた。

## 来歴
児玉中でバスケを始め、高校は名門桜花学園（入学時は名古屋短大付属）に進み、同期の大神雄子らとともにインターハイ2度・ウィンターカップ3度の全国タイトルを手にする。ジュニア日本代表にも選出される。
筑波大学進学後も、4年時に主将としてインカレ優勝に貢献する。
卒業後、デンソーに入社。ルーキーシーズンより活躍を見せルーキー・オブ・ザ・イヤーを獲得。
しかし、2008年に25歳で引退。
その後、地元に戻り埼玉県立皆野高等学校に勤務の傍ら指導にも当たっている。また、第1回アジアビーチゲームズでのビーチバスケットボール日本代表の監督も務めた。メンバーは全員母校である桜花学園1年生でチームリーダーは恩師井上眞一であった。
2009年、桜花学園アシスタントコーチに就任。
同期の大神雄子とは現在も親友関係が続いており、大神のブログにも時折登場することがある。

## 経歴
- 桜花学園高 - 筑波大 - デンソー（2005年〜2008年）

## 日本代表歴
- 1998・2000アジアジュニア選手権
- 2001ジュニア世界選手権
- 2002アジアヤングウーメン選手権

## 受賞歴
- Wリーグ2005-06 ルーキー・オブ・ザ・イヤー